# Rachel Elior

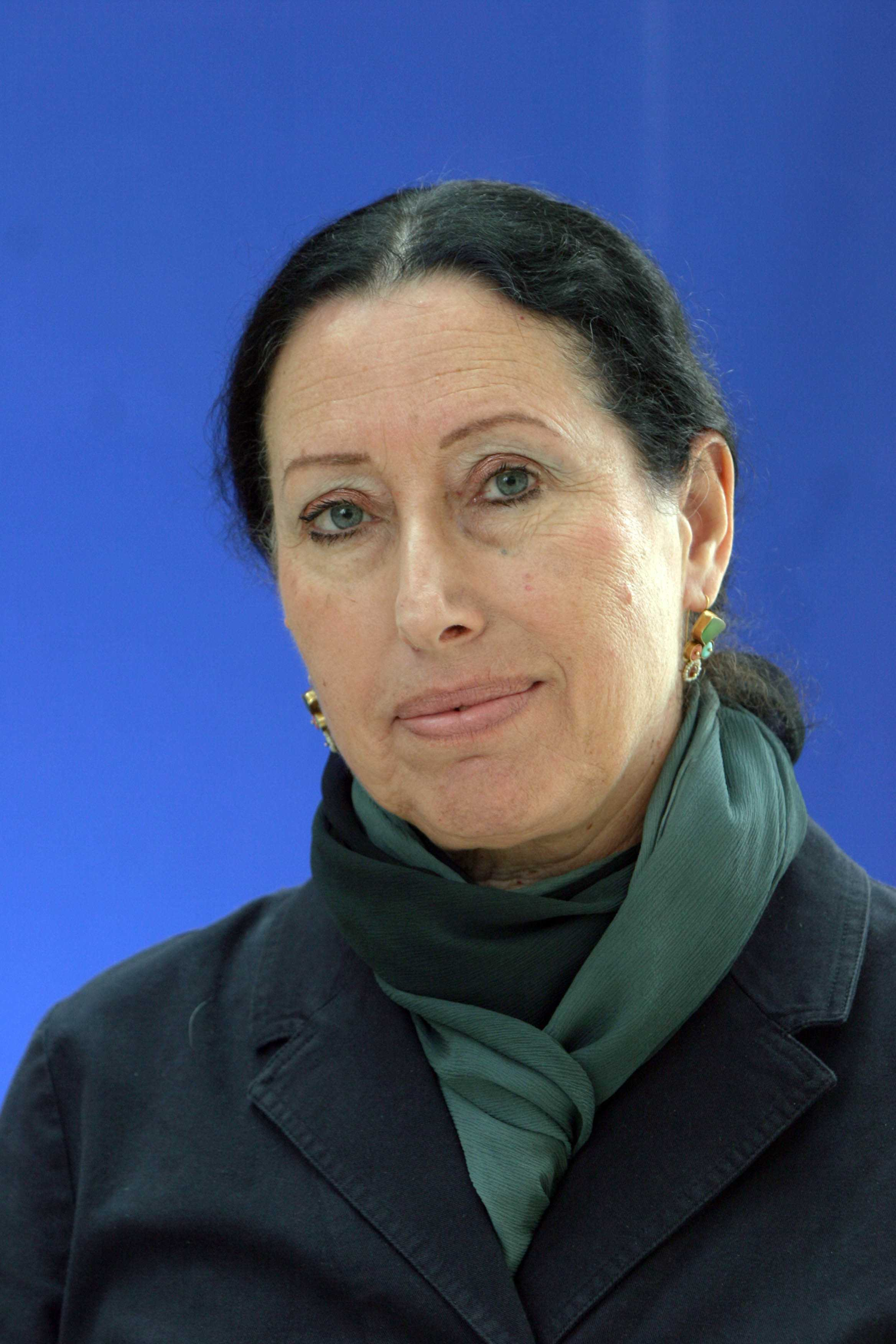
Rachel Elior (2017)

Rachel Elior (רחל אליאור, geboren 1949 in Jerusalem) war bis zu ihrer Emeritierung 2011 Professorin für Jüdische Philosophie an der Hebräischen Universität Jerusalem.

## Leben und Lehre
Rachel Elior ist in Jerusalem aufgewachsen und studierte an der Hebräischen Universität, wo sie 1976 promovierte. Seit 1979 hatte sie einen Lehrauftrag an der Fakultät für Jüdische Philosophie, seit 1988 war sie Associate Professor, seit 1994 Senior Professor und von 1998 bis 2011 war sie John and Golda Cohen Professor of Jewish Philosophy and Jewish Mystical Thought. Sie unterrichtete mehrfach im Rahmen einer Gastprofessur an der Yeshiva University in New York, der Universität Tokyo, der Princeton University und weiteren Hochschulen.
1982 gab Elior eine kritische Edition von Hekhalot Zutarti, einem Hauptwerk der Hechalot-Mystik, heraus. Die Untersuchung der Hechalot- und Merkaba-Mystik führte sie dann zu der Auseinandersetzung mit den Schriftrollen vom Toten Meer. Im Gegensatz zur Mehrheitsmeinung vermutet Rachel Elior, dass diese Texte von entmachteten Priestern der zadokidischen Dynastie verfasst, bzw. aus der Jerusalemer Tempelbibliothek mitgenommen wurden, als die Hasmonäer das Hohepriesteramt für sich beanspruchten. Elior zufolge sind die Essener eine literarische Fiktion antiker Autoren, vor allem des Flavius Josephus. Eine große zölibatäre jüdische Gruppe wäre in der hebräischen und aramäischen antiken Literatur nicht mit Stillschweigen übergangen worden. Eliors These wurde von Hanan Eshel, einem Vertreter der Qumran-Essener-Theorie, umgehend zurückgewiesen.
Eliors Publikationen befassen sich schwerpunktmäßig mit kabbalistischen Strömungen sowie der Geschichte des Chassidismus vom 18. bis ins 20. Jahrhundert. Kabbalistische Werke haben für Elior einen ästhetischen und literarischen Wert; sie lehnt es hingegen ab, diese mystischen und magischen Traditionen als relevant für das Leben in der Gegenwart darzustellen – so Boaz Huss, der dies als „typisch hegemonialen Diskurs“ israelischer Akademiker bezeichnet. Eliors Arbeiten zum Chassidismus eröffneten neue Perspektiven, da sich die Forschung meist mit der formativen Phase der Bewegung befasst hatte und den späteren Chassidismus, eine in der osteuropäischen jüdischen Gemeinschaft regional prägende Strömung, als wenig kreativ wahrnahm. Elior arbeitet heraus, wie der Meisterschüler des Schneur Salman, Rabbi Aaron, und der Sohn und Nachfolger des Gründers, Dovber Schneuri, dessen Lehre unterschiedlich interpretierten: eine Spaltung im frühen Chabad-Chassidismus, die in der eigenen Literatur dieser Gruppe wenig Beachtung findet. In mehreren Studien untersucht sie, wie religiöse Traditionen das Leben jüdischer Frauen prägten, wie sie in der Gegenwart noch wirksam sind und welche alternativen Optionen sich für die Zukunft daraus ergeben. Als Senior Fellow des interdisziplinären Van Leer Jerusalem Institute setzt sich Elior für Demokratie und Gleichstellung der Geschlechter in der israelischen Gesellschaft ein.
2006 wurde Rachel Elior von der Israelischen Akademie der Wissenschaften mit dem Gershom Scholem Award for the Study of Kabbala ausgezeichnet.

## Veröffentlichungen (Auswahl)
- The Paradoxical Ascent to God: The Kabbalistic Theosophy of Habad Hasidism. State University of New York Press, New York 1993
- Jewish Mysticism, The Infinite Expression of Freedom. The Littman Library of Jewish Civilization, Oxford 2007
- The Three Temples, On the Emergence of Jewish Mysticism. The Littman Library of Jewish Civilization, Oxford 2004
- From Earthly Temple to Heavenly Shrines – Prayer and Sacred Song in the Hekhalot Literature and its Relation to Temple Traditions. In: Jewish Studies Quarterly 4/3 (1997), S. 217–267.
- The Dead Sea Scrolls – Who Wrote Them, When and Why? In: Studies in Spirituality 21 (2012), S. 45–66.
- The Foundations of Early Jewish Mysticism: The Lost Calendar and the Transformed Heavenly Chariot. In: Peter Schäfer (Hrsg.): Wege mystischer Gotteserfahrung. Judentum, Christentum und Islam (Schriften des Historischen Kollegs. Band 65). Oldenbourg, München 2006, S. 1–18.